# 24277 Schoch
24277 Schoch là một tiểu hành tinh vành đai chính với chu kỳ quỹ đạo là 1256.1749723 ngày (3.44 năm).
Nó được phát hiện ngày 10 tháng 12 năm 1999.